# Marie-Angélique de Mackau
 (juin 2009).
Si vous disposez d'ouvrages ou d'articles de référence ou si vous connaissez des sites web de qualité traitant du thème abordé ici, merci de compléter l'article en donnant les références utiles à sa vérifiabilité et en les liant à la section « Notes et références ».
Angélique Charlotte de Mackau (1762-1800), fille de Louis Eléonor de Mackau (1727-1767), gentilhomme alsacien, et de Marie-Angélique de Fitte de Soucy (1723-1801), fut la dame de compagnie d'Élisabeth de France (1764-1794), sœur de Louis XVI.

## Biographie
Angélique fut orpheline de père dès l'âge de 5 ans. Sans fortune, sa mère souhaitait la placer dans la Maison de Saint-Cyr, pensionnat pour jeunes filles nobles sans fortune fondé par la marquise de Maintenon, mais ayant été nommée en 1771 sous-gouvernante des enfants de France, elle partit à Versailles avec sa fille, qui fut ainsi élevée avec Madame Élisabeth, sœur du roi Louis XVI, sa cadette de deux ans. Une profonde amitié lia la petite Angélique à la princesse, qui se « l'attacha ». Parvenue à l'âge d'avoir sa propre maison en 1779, la princesse Élisabeth voulut qu'Angélique fût sa dame d'honneur.
Angélique épousa par amour, le 18 janvier 1778 à Saint-Cyr-l'École, Marc-Marie de Bombelles (1744-1822), ambassadeur de France auprès de la Diète impériale de Ratisbonne. La dot d'Angélique avait été constituée par la princesse Élisabeth, qui surnomma ensuite affectueusement son amie « Bombe ».
À la Révolution, le couple émigra et vécut douloureusement la déchéance de la monarchie, puis le supplice des membres de la famille royale, notamment celui de Madame Élisabeth qui fut guillotinée le 10 mai 1794.
Le frère d'Angélique, Armand Louis de Mackau (1759-1827), se rallia à la République française. Il fut par la suite ambassadeur à Stuttgart et à Naples.
Angélique meurt en couche le 29 septembre 1800 à Brünn (aujourd'hui Brno), à l'âge de 38 ans. Son mari se fit prêtre en 1803, fut nommé évêque d'Amiens sous la Restauration et décéda en 1822.
Angélique est présente dans la suite de romans: 'Élisabeth - princesse à Versailles' par Annie Jay.

## Descendance
Le couple eut sept enfants : 
- Louis-Philippe surnommé "Bonbom", comte de Bombelles (1780-1843), chambellan de l'empereur d'Autriche et son ambassadeur à Copenhague, à Dresde, puis à Florence, marié avec Ida Brun;
- Bitche François de Bombelles, officier dans les armées autrichiennes, (1783-1805);
- Charles-René (1785-1856) chambellan de l'empereur romain germanique, lieutenant-colonel de ses armées, gentilhomme de la Chambre des rois Louis XVIII et Charles X, veuf de la richissime Caroline von Kavanagh dont il avait eu deux enfants, il épousa en 1834 Marie-Louise d'Autriche, duchesse de Parme, Plaisance, et Guastalla, fille de l'empereur François Ier d'Autriche et veuve de Napoléon Ier, empereur des Français;
- Henri François (1789-1850), marié en 1827 avec Sophia Maria Jane Fraser (1804-1884)
- Caroline Antoinette de Bombelles (1794-1861), dame d'honneur de la duchesse de Berry (1794-1861), mariée en 1819 avec François de Biaudos de Casteja, officier, député de la Somme, chevalier de Saint Louis, officier de la Légion d'honneur (1781-1862) ;
- Victor de Bombelles (1796-1815) ;
- Armand de Bombelles (1800-1800).

## Sources et bibliographie
- Maurice Fleury, Angélique de Mackau, Marquise de Bombelles, et la cour de Madame Élisabeth, Paris, Émile-Paul, 1905 (BNF 30442887, lire en ligne).
- Marc Marie, marquis de Bombelles (1744-1822), Angélique, marquise de Bombelles (1762-1800) et Evelyne Lever (édition), Que je suis heureuse d'être ta femme : Lettres intimes (correspondance épistolaire), Tallandier, 2009.
- Marc Marie, marquis de Bombelles (1744-1822), Journal du marquis de Bombelles, Jean Grassion et Frans Durif, Éditions Droz, Genève, 1977-1993